# JaQuori McLaughlin
JaQuori McLaughlin, né le 29 janvier 1998 à Port Angeles dans l'État de Washington, est un joueur américain de basket-ball évoluant au poste de meneur.

## Biographie

### Carrière universitaire
Entre 2016 et 2017, il joue pour les Beavers d'Oregon State.
En 2018 et 2021, il évolue pour les Gauchos de l'UC Santa Barbara.
Ayant terminé son cursus universitaire, il est automatiquement éligible à la draft NBA 2021.

### Carrière professionnelle

#### Mavericks de Dallas (2021-janvier 2022)
Bien que non drafté, il signe, en septembre 2021, un contrat two-way en faveur des Mavericks de Dallas. Il est coupé le 10 janvier 2022.

## Statistiques

### Universitaires
Les statistiques de JaQuori McLaughlin en matchs universitaires sont les suivantes :
| Saison    | Équipe           | Matchs | Titul. | Min./m | % Tir | % 3pts | % LF  | Rbds/m. | Pass/m. | Int/m. | Ctr/m. | Pts/m. |
| --------- | ---------------- | ------ | ------ | ------ | ----- | ------ | ----- | ------- | ------- | ------ | ------ | ------ |
| 2016-2017 | Oregon State     | 32     | 30     | 33,8   | 38,3  | 36,7   | 74,3  | 2,20    | 3,30    | 0,80   | 0,30   | 10,50  |
| 2017-2018 | Oregon State     | 6      | 5      | 26,0   | 23,8  | 0,0    | 100,0 | 2,70    | 3,70    | 1,50   | 0,50   | 2,70   |
| 2018-2019 | UC Santa Barbara | 32     | 32     | 32,3   | 36,0  | 34,3   | 76,3  | 2,80    | 3,20    | 0,80   | 0,20   | 10,30  |
| 2019-2020 | UC Santa Barbara | 30     | 30     | 34,2   | 44,4  | 40,7   | 79,9  | 3,30    | 4,10    | 1,00   | 0,20   | 13,40  |
| 2020-2021 | UC Santa Barbara | 26     | 26     | 32,3   | 48,8  | 40,8   | 83,2  | 3,50    | 5,20    | 1,50   | 0,20   | 16,00  |
| Carrière  | Carrière         | 126    | 123    | 32,8   | 41,5  | 37,0   | 79,4  | 2,90    | 3,90    | 1,00   | 0,20   | 11,90  |

## Distinctions personnelles
- Honorable Mention All-American – AP (2021)
- Big West Player of the Year (2021)
- First-team All-Big West (2021)
- Big West Tournament MVP (2021)
- Washington Mr. Basketball (2016)